# 1000 lire Flora e fauna - IV emissione
Le 1000 lire Flora e Fauna sono una moneta commemorativa la cui emissione venne autorizzata con D.M.T. 8 giugno 1994. Si tratta di una moneta in argento del valore nominale di 1000 lire dedicata alla flora ed alla fauna italiane da proteggere e salvare. Tale moneta rappresenta la quarta ed ultima emissione all'interno della serie dedicata a tale tema.

## Dati tecnici
Al dritto è raffigurato un volto di donna di fronte con fiori ed una fronda di quercia tra i capelli; in basso si trova la firma dell'autrice DE SIMONE, a sinistra in giro è scritto "REPVBBLICA ITALIANA".
Al rovescio nella parte superiore del campo sono raffigurati un albero ed un uccello, mentre nella parte inferiore un delfino tra le onde; lungo l'asse orizzontale si trovano a sinistra data e segno di zecca R, a destra l'indicazione del valore.
Nel contorno: in rilievo, "R.I." fra stella e lauro per tre volte
Il diametro è di 31,4 mm, il peso di 14,6 g e il titolo è di 835/1000
La moneta è presentata nella duplice versione fior di conio e fondo specchio, rispettivamente in 40.270 e 7.700 esemplari.